# Rasmus Ristolainen
Rasmus Ristolainen (Turku, 27 de octubre de 1994) es un jugador de hockey sobre hielo profesional finlandés que juega como defensa de los Philadelphia Flyers de la Liga Nacional de Hockey (NHL). Fue seleccionado octavo en general por los Buffalo Sabres en el Draft de entrada de la NHL de 2013.

## Carrera
Ristolainen hizo su debut en la NHL con los Buffalo Sabres en la noche inaugural de la temporada 2013-14, el 2 de octubre de 2013, contra los Detroit Red Wings. Marcó el primer gol de su carrera en la NHL a finales de mes, el 25 de octubre contra Jacob Markström de los Florida Panthers. El 5 de enero de 2014, Ristolainen anotó el gol de la victoria en la prórroga en la final del Campeonato Mundial de Hockey sobre Hielo Juvenil 2014 contra la previamente invicta Suecia, dando a Finlandia la medalla de oro. Anotó su primer hat-trick de la NHL el 10 de diciembre de 2015 contra los Calgary Flames. Al hacerlo, se convirtió en el primer defensa de los Sabres en anotar un triplete desde que el miembro del Salón de la Fama del Hockey, Phil Housley, lo hizo en la temporada 1987–88.
El 21 de marzo de 2017, Ristolainen entregó un cheque al delantero de los Pittsburgh Penguins, Jake Guentzel. Guentzel sufrió una conmoción cerebral en la jugada y Ristolainen recibió una suspensión de tres juegos por interferencia de la liga.
El 23 de julio de 2021, Ristolainen fue canjeado por los Sabres a los Philadelphia Flyers a cambio de Robert Hägg, una selección de primera ronda de 2021 y una selección de segunda ronda de 2023.

## Estadísticas de carrera

### Temporada regular y playoffs
| 2009–10        | TPS                 | FIN U18        | 24  | 3  | 4   | 7   | 12  | 3  | 1 | 0 | 1 | 4 |
| 2009–10        | TPS                 | FIN U20        | 5   | 1  | 1   | 2   | 0   | —  | — | — | — | — |
| 2010–11        | TPS                 | FIN U18        | 2   | 1  | 2   | 3   | 0   | 13 | 5 | 3 | 8 | 8 |
| 2010–11        | TPS                 | FIN U20        | 27  | 0  | 12  | 12  | 30  | —  | — | — | — | — |
| 2010–11        | TPS                 | SM-l           | 1   | 0  | 0   | 0   | 0   | —  | — | — | — | — |
| 2011–12        | TPS                 | FIN U20        | 8   | 0  | 4   | 4   | 6   | —  | — | — | — | — |
| 2011–12        | TPS                 | SM-l           | 40  | 3  | 5   | 8   | 78  | 2  | 0 | 0 | 0 | 0 |
| 2012–13        | TPS                 | SM-l           | 52  | 3  | 12  | 15  | 32  | —  | — | — | — | — |
| 2012–13        | TPS                 | FIN U20        | —   | —  | —   | —   | —   | 5  | 2 | 1 | 3 | 2 |
| 2013–14        | Buffalo Sabres      | NHL            | 34  | 2  | 2   | 4   | 6   | —  | — | — | — | — |
| 2013–14        | Rochester Americans | AHL            | 34  | 6  | 14  | 20  | 22  | 5  | 0 | 2 | 2 | 2 |
| 2014–15        | Buffalo Sabres      | NHL            | 78  | 8  | 12  | 20  | 26  | —  | — | — | — | — |
| 2015–16        | Buffalo Sabres      | NHL            | 82  | 9  | 32  | 41  | 33  | —  | — | — | — | — |
| 2016–17        | Buffalo Sabres      | NHL            | 79  | 6  | 39  | 45  | 58  | —  | — | — | — | — |
| 2017–18        | Buffalo Sabres      | NHL            | 73  | 6  | 35  | 41  | 48  | —  | — | — | — | — |
| 2018–19        | Buffalo Sabres      | NHL            | 78  | 5  | 38  | 43  | 38  | —  | — | — | — | — |
| 2019–20        | Buffalo Sabres      | NHL            | 69  | 6  | 27  | 33  | 46  | —  | — | — | — | — |
| 2020–21        | Buffalo Sabres      | NHL            | 49  | 4  | 14  | 18  | 36  | —  | — | — | — | — |
| Total de Liiga | Total de Liiga      | Total de Liiga | 93  | 6  | 17  | 23  | 110 | 2  | 0 | 0 | 0 | 0 |
| Total de NHL   | Total de NHL        | Total de NHL   | 542 | 46 | 199 | 245 | 291 | —  | — | — | — | — |

### Internacional
| Año            | Equipo         | Evento         | Resultado      |    | GP | GRAMO | A  | Ptos | PIM |
| -------------- | -------------- | -------------- | -------------- | -- | -- | ----- | -- | ---- | --- |
| 2010           | Finlandia      | U17            | Décimo         | 5  | 0  | 2     | 2  | 4    |     |
| 2011           | Finlandia      | U17            | Séptimo        | 5  | 1  | 0     | 1  | 4    |     |
| 2011           | Finlandia      | U18            | Cuarto         | 5  | 1  | 2     | 3  | 10   |     |
| 2012           | Finlandia      | WJC            | Cuarto         | 7  | 0  | 3     | 3  | 0    |     |
| 2012           | Finlandia      | WJC18          | Cuarto         | 7  | 2  | 1     | 3  | 10   |     |
| 2013           | Finlandia      | WJC            | Séptimo        | 6  | 2  | 4     | 6  | 20   |     |
| 2014           | Finlandia      | WJC            | Medalla de oro | 5  | 3  | 0     | 3  | 8    |     |
| 2016           | Finlandia      | WCH            | Octavo         | 3  | 0  | 0     | 0  | 0    |     |
| Totales junior | Totales junior | Totales junior | Totales junior | 40 | 9  | 12    | 21 | 56   |     |
| Totales senior | Totales senior | Totales senior | Totales senior | 3  | 0  | 0     | 0  | 0    |     |